# LeRoy Ellis
LeRoy Ellis (ur. 10 marca 1940 w Nowym Jorku, zm. 2 czerwca 2012 w Scappoose) – amerykański koszykarz, występujący na pozycjach skrzydłowego oraz środkowego, mistrz NBA z 1972 roku.
W swoim najbardziej udanym statystycznie sezonie (1970/71) notował średnio 15,9 punktu, 12,3 zbiórki i 3,2 asysty.
Jeden z jego synów – LeRon Ellis spędził w NBA dwa i pół roku, występując w barwach Los Angeles Clippers, Charlotte Hornets i Miami Heat. Jego córka Lisa występowała w California State University, Long Beach oraz University of Kentucky, natomiast najstarszy syn LeRoy Jr. w drużynie University of the Pacific, był też mistrzem NCAA Division II w 1990 roku z zespołem Kentucky Wesleyan College. Jego najmłodszy syn – Lee Christopher Ellis został zastrzelony w Los Angeles w 1998 roku, mając 19 lat.

## Osiągnięcia
NCAA
- Laureat Haggerty Award (1962)[5]

NBA
- Mistrz NBA (1972)[1]
- 3-krotny wicemistrz NBA (1963, 1965, 1966)[1]
- Lider play-off w skuteczności rzutów z gry (1963)[6]